# Українська Далекосхідна Січ
Українська Далекосхідна Січ — українська воєнізована молодіжна організація, яка діяла у другій половині 1930-х років на території Маньчжурії з ініціативи членів Організації українських націоналістів на основі реорганізованого Союзу української молоді. 
Кличем Січі було: «Побіда або смерть». Першим головою УДС став О. Дзигар.

## Заснування організації
З кінця 1920-х років серед 20-30 тисяч українців Харбіну, більша частина яких входила до російських емігрантських організацій, почали утворювати українські національні організації. Однією з них був Союз української молоді, що працював при Українському національному домі в Харбіні.
За ініціативою членів ОУН 23 січня 1937 року на загальних зборах Союзу української молоді був затверджений новий статут організації, а сама вона перейменована на Українську Далекосхідну Січ (УДС). Новим головою УДС був обраний скрипаль Олександр Дзигар.

## Діяльність
Метою УДС було проголошено «об'єднання всієї української молоді на Далекому Сході шляхом національного виховання; пропаганду українського визвольного руху на Далекому Сході як серед своїх, так і серед чужинців; пряма мета — організування сил навколо ідеї визволення Зеленого Клину».
Для членів організації був введений однострій, у якому був присутній золотий тризуб на блакитному фоні.
Значне пожвавлення у діяльності організації пов'язують з обранням у 1937 року головою Б. Маркова (Г. Купецького).
Січ проводила культурно-масові та спортивні заходи, мала досить сильну футбольну команду, яка 1937 здобула першість Харбіна. Того ж року УДС послала на навчання до Італії двох своїх членів: Л. Шевченка та О. Дзогія. Був надрукований один номер журналу «Націоналіст» та 3 брошури з українського питання. Одна з цих брошур була написана російською мовою Романом Кордою-Федорівом.
Представник ОУН у Харбіні Микола Митлюк у травні 1936 року пропонував Проводу українських націоналістів організувати військові відділи чисельністю до 20 тисяч осіб, але ці плани не були здійснені.

## Припинення діяльності
У 1939 році японськими окупантами Купецькому було заборонено головування Січчю, а невдовзі під заборону потрапила і сама організація.
Остаточно була ліквідована у 1941 року.